# 黒石八郎
黒石 八郎（くろいし はちろう、1950年11月12日 - ）は、青森県を拠点に活動する民謡歌手・ローカルタレント。青森県黒石市出身。本名・山形 清正。現在は弘前市在住。愛称は「はっちゃん」。
日本通運の会社員を経て、民謡歌手に転向。以降、歌手活動と並行して青森テレビを中心にタレントとしても活躍している。「津軽漫芸」という津軽弁を駆使した漫才をテレビで広めたローカルタレントの一人である。
弟子に横山ひできがいる。

## 主な出演番組
- いい☆ふる（青森テレビ）
- わっち!!（月曜日「旅々スミマセン」、2015年4月6日 - 、青森テレビ）
- GO!GO!らじ丸（2014年10月2日 - 、木曜日パーソナリティ、青森放送ラジオ）
- 青森県民謡グランプリ（司会、青森放送テレビ・ラジオ）

### 過去に出演
- 太公望バンザイ（青森テレビ）
- トーク笑・なまるが勝ち（青森テレビ）
- いいでば!英語塾（青森テレビ）
- ATVホームミラー（青森テレビ・金曜版「ホームミラーウィークエンド90分」でコーナーを持っていた。）
- おしゃべりハウス（金曜日司会、青森テレビ）
- クボタ民謡お国めぐり（秋田テレビ・不定期でATVパートに出演。）
- 江奈滋家の食卓（おばあちゃん「江奈滋ハチ」役、青森放送テレビ）

## 主なCM出演（過去も含む）
- 天賞堂（ナレーション）
- 弘前・やすらぎ温泉なごみ湯
- 鎌田屋商店・つがる漬
- 高砂食品（「冷やしわかめざる中華」など）
- 株式会社ノザワ
- 柿本石油・カキモトセルフ

## 主なCD
- 津軽漫芸・黒石八郎のすべて
- 津軽漫芸・黒石八郎ライブII
- 黒石八郎・津軽漫芸ライブⅢ
- 津軽漫芸・黒石八郎ライブ4

| スタブアイコン | サブスタブ | この項目は、まだ閲覧者の調べものの参照としては役立たない、歌手に関連した書きかけの項目です。この項目を加筆・訂正などしてくださる協力者を求めています（P:音楽/PJ:芸能人）。 |